# Temnothorax microreticulatus
Temnothorax microreticulatus is een mierensoort uit de onderfamilie van de Myrmicinae. De wetenschappelijke naam van de soort is voor het eerst geldig gepubliceerd in 2012 door Bharti, Gul & Schulz.